# Lago Llong
El lago Llong (en catalán estany Llong) es un lago español se sitúa en el término municipal de Valle de Bohí, en la comarca de la Alta Ribagorza, dentro del parque nacional de Aigüestortes y Lago de San Mauricio, provincia de Lérida, Cataluña.
Es de origen glaciar, está situado a 1999 m de altitud y tiene 7,43 ha de superficie y 12 m de profundidad máxima.